# 李杜才
李杜才（？—？），字鳴儒，號華臺，河南南陽府南召縣人，民籍，明朝政治人物。

## 生平
萬曆七年（1579年）己卯科河南鄉試第十九名，萬曆十一年（1583年）癸未科會試第三百十名，登三甲第二百零九名進士。户部觀政，次年养病，後授順天府學教授，本年致仕。

## 家族
曾祖李學，曾任太僕寺寺丞；祖父李暘，曾任儒官；父李據德。母張氏。